# Perreuse
Perreuse est un village, ancienne commune de l'Yonne qui fut une commune associée de Treigny entre 1972 et 2019, année où elle devient une commune déléguée de Treigny-Perreuse-Sainte-Colombe.

## Géographie
Le village est dans le cadran sud-ouest de l'Yonne, à une cinquantaine de km au sud-ouest d'Auxerre et à 2 km de la Nièvre, avec Saint-Sauveur-en-Puisaye à 11 km au nord.
Il est perché à plus de 300 m d'altitude. L'implantation de l'ancien moulin de Perreuse se trouve à 360 m, l'un des plus hauts points de l'Yonne.
Le village est sur la ligne de partage des eaux entre Loire et Seine : les sources du Loing sont à 1,5 km au nord-est du bourg ; elles se déversent ultimement dans la Manche par la Seine. Celles de la fontaine Saint-Mammès (en bordure nord du village) et du lavoir ( à impluvium) de la Marlée vont vers l'Atlantique par la Vrille et la Loire,.

## Histoire
Perreuse a tiré sa richesse du vignoble planté sur ses coteaux, probablement pendant l'Empire romain. Les religieux continuent la culture de la vigne après le départ des Romains.
Saint Mammert ou saint Mammet, selon les orthographes, est né à Perreuse au début du Ve siècle. Adorateur de Jupiter, il se convertit au christianisme à la suite de visions et d'une guérison miraculeuse par l’évêque d'Auxerre saint Germain. Il devient abbé du monastère monastère Saint-Cosme et Saint-Damien fondé par saint Germain en rive droite de l'Yonne.
En 1208 l’évêque d'Auxerre Guillaume de Seignelay donne le temporel de l'église Saint-Mammert à l'abbaye Saint-Amâtre d'Auxerre.
Plus tard, Perreuse devient une baronnie du comté de Saint-Fargeau. Le village est fortifié au début du XIVe siècle par la comtesse Yolande de Flandres qui en apprécie le vin : un pinot noir. Pour ce faire, elle demande des subsides à Charles VII pour dresser des murs et des tours protégeant la ville.
Perreuse est ainsi fortifié avant la guerre de Cent Ans. La seigneurie de Perreuse dépend à ce moment de la baronnie de Donzy.
Pendant le Moyen Âge jusqu'à la Renaissance, Perreuse prospère. Des maisons de belle architecture sont construites au centre du bourg le long de la grande rue.
En 1430 Perreuse et d'autres seigneuries, propriétés du cardinal-duc Louis de Bar (famille des ducs de Bar, passent par héritage à son neveu Jean-Jacques, marquis de Montferrat. Ce dernier meurt en 1445 ; ses héritiers, Jean, Guillaume et Boniface, vendent les terres de Puisaye à Georges de la Trémoille en 1443 mais Trémoille ne peut pas payer. L'affaire traîne. Le 15 février 1450 Jacques Cœur acquiert Perreuse et nombre d'autres seigneuries locales. Quand il est arrêté et ses biens confisqués en 1451, la seigneurie est récupérée par son plus grand persécuteur Antoine de Chabannes, qui met aussi la main sur nombre d'autres seigneuries des environs,. Geoffroy Cœur fils de Jacques Cœur récupère Mézilles et onze autres propriétés par lettres patentes de Louis XI du 7 septembre 1463 ; cependant Chabannes revenu en grâce peu après les lui conteste âprement. Il semble qu'il finit par remettre la main dessus car les héritiers des uns et des autres se disputent les terres pendant trente ans avant d'en arriver à ce que les Chabannes payent un dédommagement aux Coeur.
Perreuse est vendue en 1450 comme baronnie, selon Déy - qui exagère cependant nettement l'importance de Perreuse en le faisant plus puissant que Toucy ou Saint-Sauveur qui, selon lui, auraient même dépendu de Perreuse - ce qui est faux.
En 1587, pendant les guerres de religion les armées huguenotes attaquent les fortifications de la baronnie et le château dont il n'est resté que des ruines. Malgré la perte de ses remparts, Perreuse conserve son pouvoir féodal jusqu'à la Révolution.
La Grande Mademoiselle arrive en exil en Puisaye ; elle est comtesse de Saint-Fargeau et baronne de Perreuse. Elle installe ici une résidence, un hôtel particulier dans l'ancienne maison du bailli de la baronnie. Comme elle apprécie aussi le vin, elle en apporte à la cour de Versailles, dont le vin d'Irancy que Louis XIV préfère.
Perreuse perd son pouvoir féodal en 1790 au bénéfice de Treigny qui le cède à son tour en 1801 à Saint-Sauveur-en-Puisaye, encore aujourd'hui chef-lieu de canton.
Le vignoble de Perreuse est décimé au XIXe siècle par l'épidémie de phylloxéra.
Le 1er janvier 1973, la commune de Perreuse est rattachée à celle de Treigny sous le régime de la fusion-association.
Le 1er janvier 2019, Treigny se regroupe avec Sainte-Colombe-sur-Loing — ancienne commune associée aux côtés de Perreuse qui avait quitté l'association en 1976 — sous la commune nouvelle de Treigny-Perreuse-Sainte-Colombe à la suite d'un arrêté préfectoral du 29 novembre 2018. Perreuse devient alors une des trois communes déléguées au même titre des deux communes, ce qui se montre par la présence du Perreuse dans le nom de la commune nouvelle.

## Administration

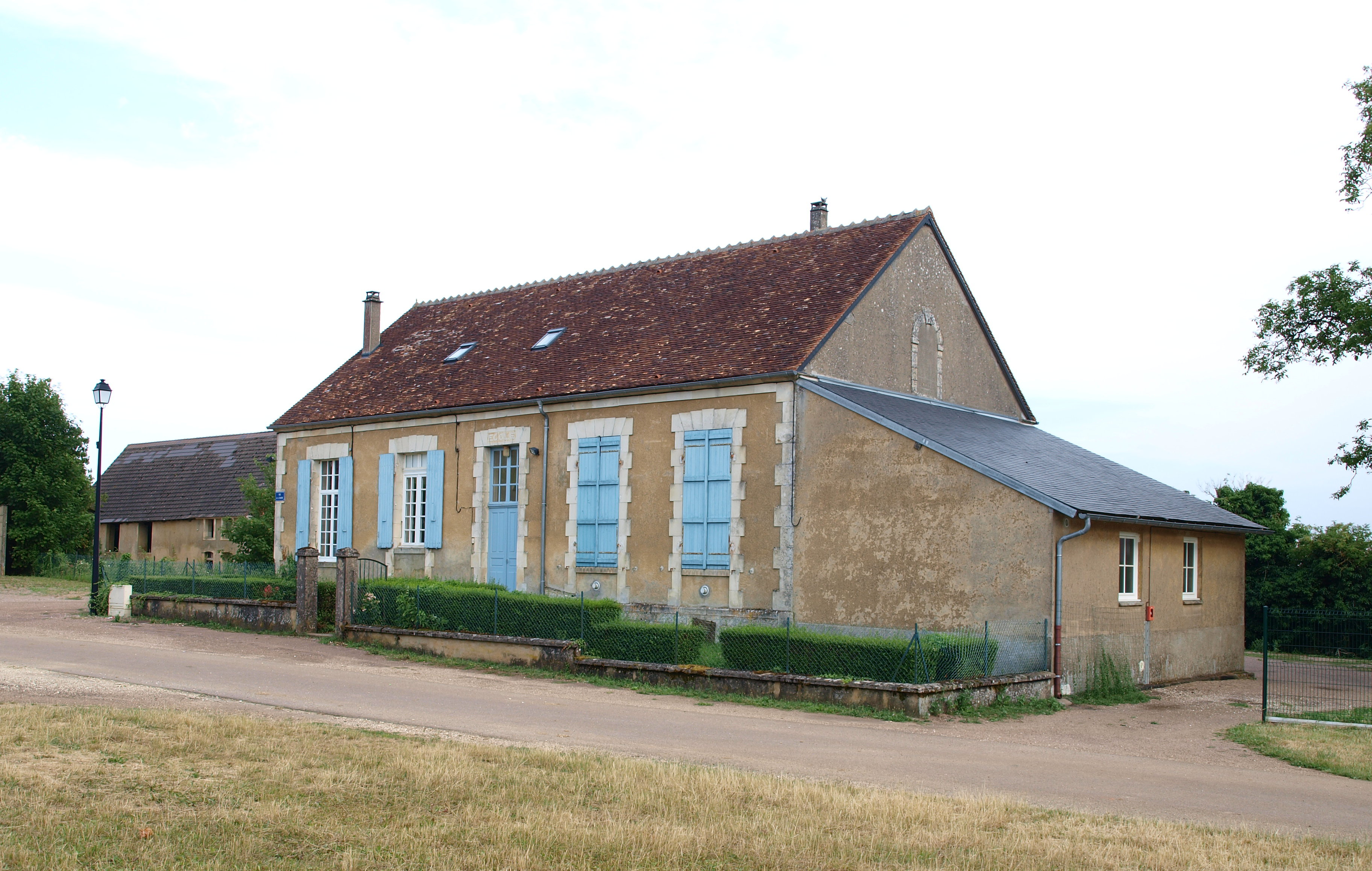
Mairie de la
commune associée de Perreuse.

| Période                                  | Période  | Identité             | Étiquette | Qualité                                                                                           |
| ---------------------------------------- | -------- | -------------------- | --------- | ------------------------------------------------------------------------------------------------- |
| 1946                                     | 1972     | Nicolas Bernard Reby | PCF       | Né le 6 décembre 1907 à Perreuse. Georgette Reby, son épouse, secrétaire de mairie jusqu'en 1972. |
| 2008                                     | 2014     | Roland Berthier      |           | Maire délégué de Perreuse                                                                         |
| 2014                                     | En cours | Christiane Lemoine   | SE-DVG    | Conseillère départementale Maire déléguée de Perreuse                                             |
| Les données manquantes sont à compléter. |          |                      |           |                                                                                                   |

## Lieux et monuments
- Église Saint-Mammès de Perreuse[15], qui compte une fresque murale[16] sur pierre de taille du milieu du XVIIe siècle par Jean Baucher, représentant l'Annonciation[17].

- Le tilleul planté sous Henri IV.
- La Chaume, champ de foire au sommet du village d'où l'on a une vue panoramique sur la Puisaye et la Forterre, jusqu'aux horizons du Morvan, du Val de Loire et du Sancerrois.
- Les inscriptions sur certaines maisons Renaissance.
- Le lavoir de la Marlée, avec son impluvium ovale.
- Maison-tour à inscriptions construite à la Renaissance : ses façades sont habillées d’inscriptions gravées sur les pierres en vieux français, en latin et en grec, portant la date de 1573. Dotée d'un système défensif avec bretèche protégeant la porte d'entrée ainsi qu'un escalier en vis dont la spirale s'assouplit à mesure de la montée vers les étages privés. Une charpente par Philibert Delorme supporte une belle toiture qui coiffe l'édifice.
- Hôtel seigneurial de Perreuse : au centre du village devant le puits et l'église se dresse une façade monumentale, complétée d'une toiture à forte pente de même hauteur. L'édifice est construit vers 1450 ; sa particularité est alors d'avoir ses murs construits entièrement en pierre, sable et chaux (à cette époque les étages supérieurs sont souvent bâtis en colombages : bois et torchis). Des portes et fenêtres gothiques habillent la façade, tandis qu'un très bel exemplaire d'escalier à vis en pierre à décor de pinacle à sa base dessert les étages supérieurs.

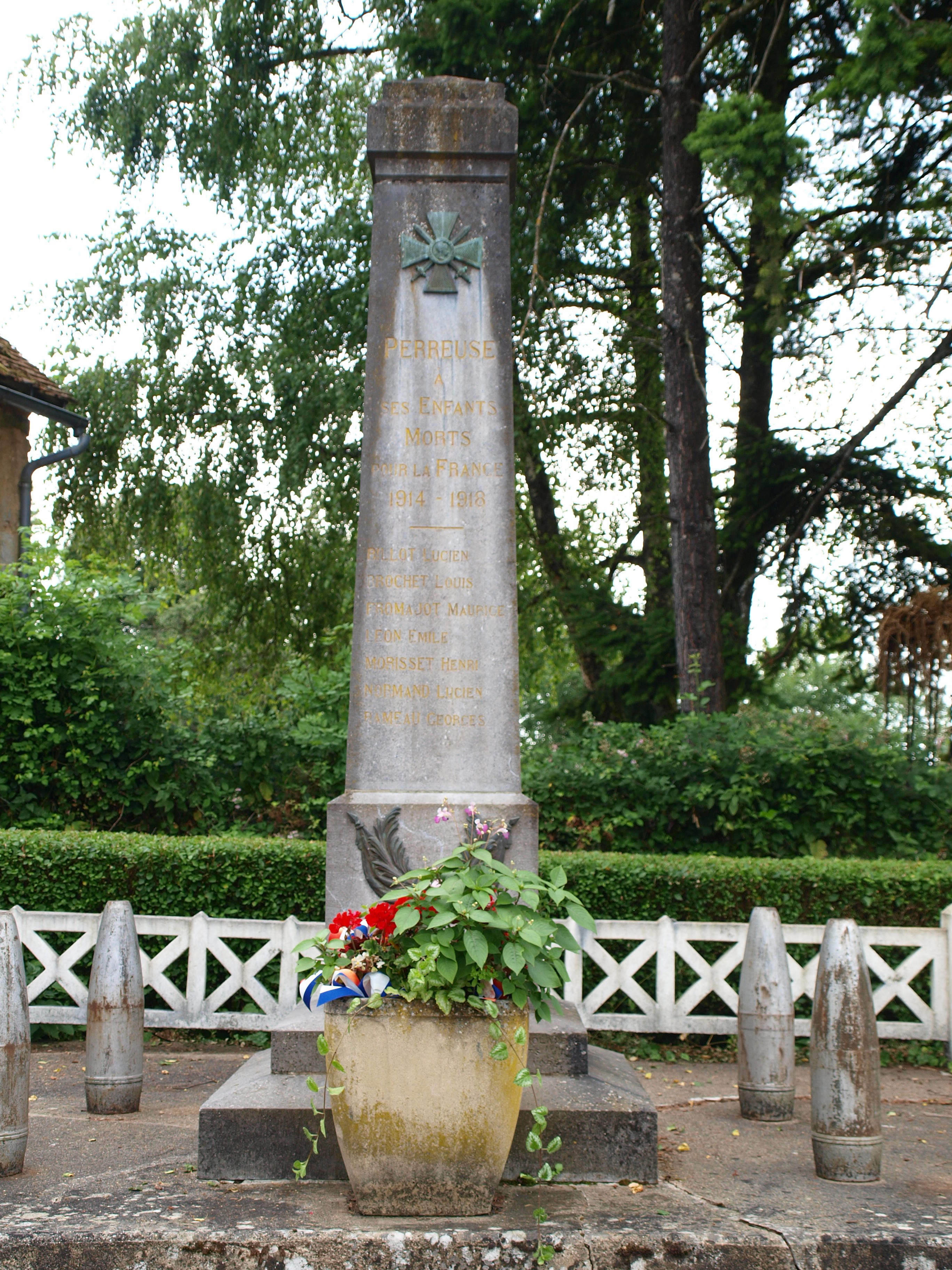
Le monument aux morts.
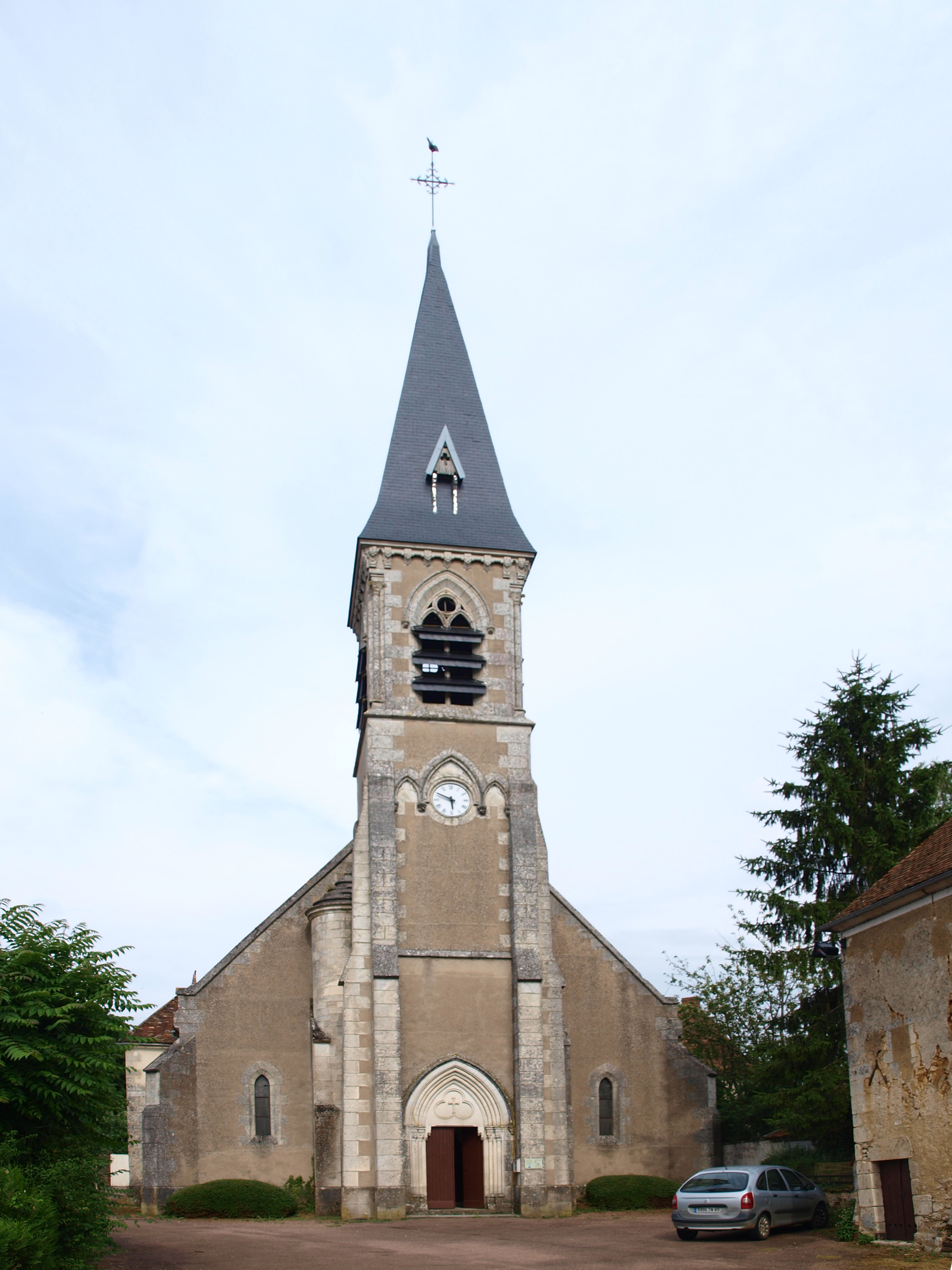
L'église Saint-Mammès.
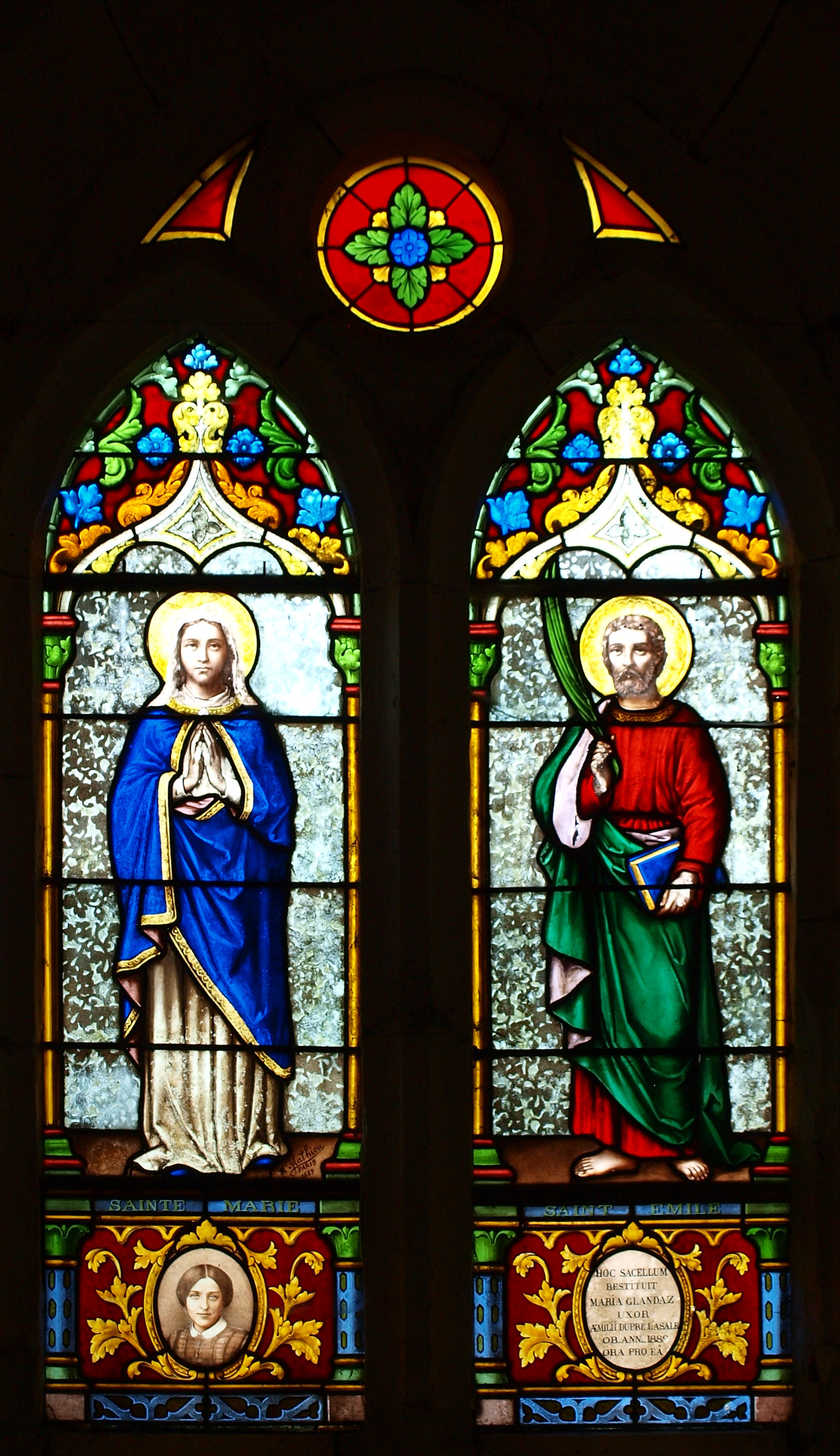
Un double vitrail de l'église.
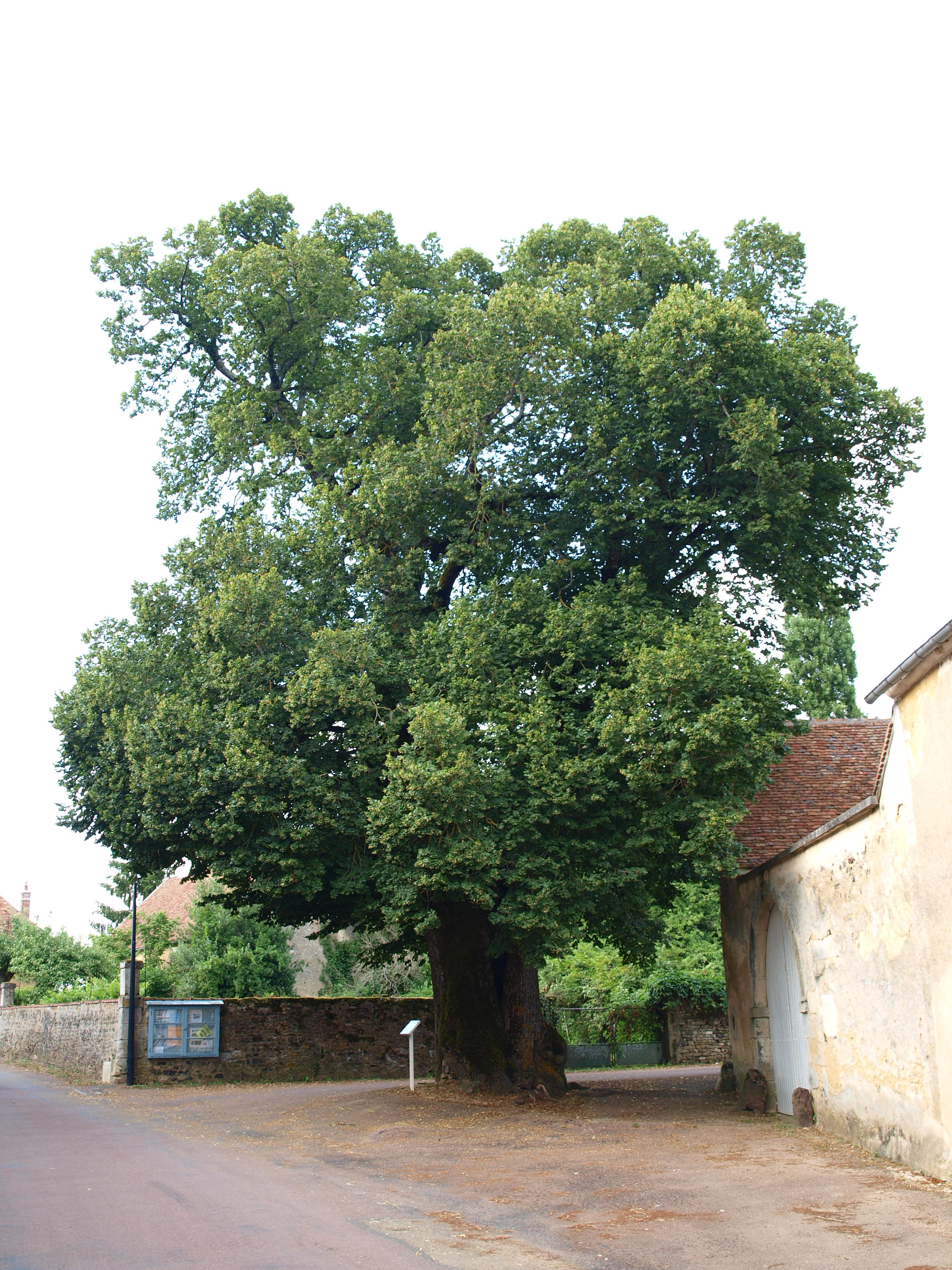
Le tilleul de Perreuse.